# St. Wiboradakapelle

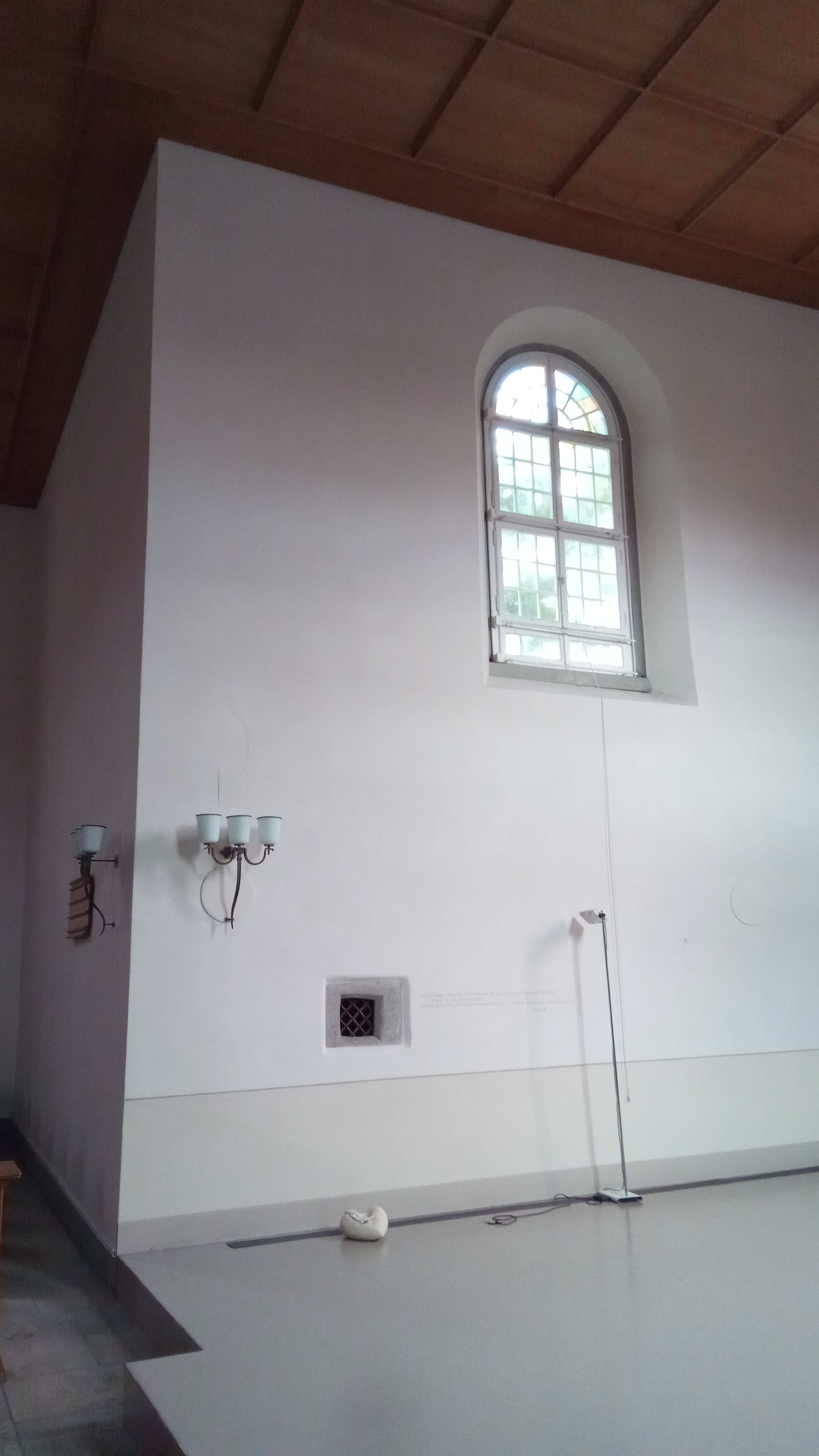
Innenfenster der Kapelle

Die St. Wiboradakapelle ist eine Kapelle, die der St. Mangenkirche in St. Gallen angebaut ist.

## Geschichte
Das Baudatum ist unklar, sie befindet sich aber an der Stelle, wo sich die Klause der Wiborada befand. Erstmals wird sie am 2. Januar 1456 in der Erklärung des Priesters Johannes Rütili namentlich erwähnt. Dabei wird die Stiftung einer ewigen Messe in dieser Kapelle nachgewiesen. Nach den Aussagen von M. Haltmeier wäre an dieser Stelle 1567 der Gewölberaum zur Unterbringung der Bibliothek von Vadian neu gebaut worden. Allerdings wurde dieses Bauwerk weiterhin als Wiboradakapelle bezeichnet, was eher auf eine Umgestaltung schliessen lässt denn auf einen Neubau. Auch wäre ein Neubau unlogisch gewesen, da ja mit der Kapelle schon ein Raum zur Verfügung stand. Die Bücherei wurde nach 47 Jahren in das Katharinenkloster verlegt. Deswegen wurde der Raum um 1660 dem Musikkollegium (Collegium Musicum) überlassen. Beim Erdbeben von 1774 wurde das Bauwerk so stark beschädigt, dass es abgebrochen werden musste.
Die heutige Kapelle wurde 1946 wieder aufgebaut und ist mit dem nördlichen Querschiff der St. Mangenkirche verbunden. Diese Verbindung bestand ursprünglich in einer 1,6 Meter breiten Bogenöffnung, wurde aber infolge des Bibliotheksbaus auf eine schmalere viereckige Türe reduziert.